# Drottning Kristinas väg

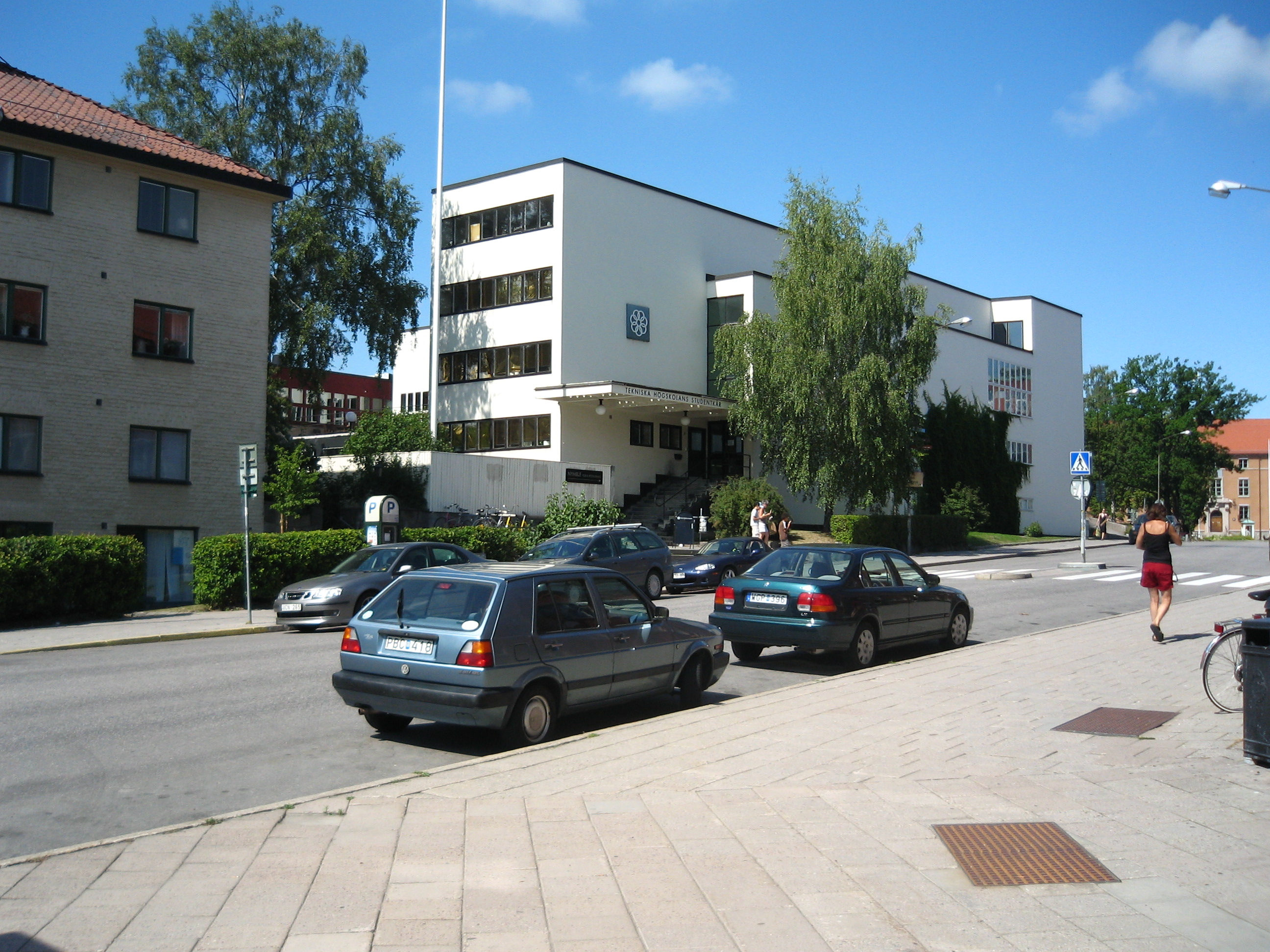
Tekniska Högskolans Studentkårs kårhus Nymble ligger vid Drottning Kristinas väg.

Drottning Kristinas väg är en väg i stadsdelen Norra Djurgården i Stockholms innerstad, uppkallad efter drottning Kristina. Vägen sträcker sig från Östra station genom Campus Valhallavägen och Lill-Jansskogen till Albano.
Vägen finns utmärkt men ej namngiven på Petrus Tillaeus karta från 1733, och började då vid Ladugårdslandstull vid nuvarande Karlaplan. I Eric Tunelds Geografi över konungariket Sverige som utgavs 1827 står "Ifrån Ladugårdsgärdet till Fiskare-Torpet, är en landsväg, som ännu kallas Drottning Christinas väg, emedan den förmodligen i hennes tid blef anlagd". Vid den stora namnrevisionen 1885 blev delar av vägen Valhallavägen.
Vägen har tidigare varit stundtals livligt trafikerad då den användes som 'smitväg' för trafik mellan Valhallavägen och Roslagsvägen utan att passera Roslagstull. Men efter att Norra länken öppnades stängdes Björnnäsvägen av för trafik och passage till Roslagsvägen är därför inte längre möjlig.